# Paul Quinn
Paul Quinn (Barnsley, 26 dicembre 1951) è un chitarrista britannico, noto per la militanza nei Saxon.

## Biografia
I suoi esordi musicali lo videro impegnato nei Coast (gruppo che prendeva nome dalla canzone Coast to Coast dei Trapeze), un gruppo con influenze funky dove militava anche il cantante Biff Byford. Nel 1976 il chitarrista e il cantante si unirono a un altro gruppo da poco formatosi, i Son of a Bitch del chitarrista Graham Oliver e del bassista Steve Dawson. Di lì a poco si aggiunse anche il batterista Pete Gill (proveniente dai Tiger B. Smith). L'anno seguente il gruppo cambiò il nome in Saxon e nel 1979 pubblicò il primo omonimo album. Iniziò una serie di successi che tra cambi di formazione e di stile si interruppe verso metà anni ottanta. Nel decennio successivo il gruppo cominciò a riacquistare pubblico, tanto che attualmente i Saxon vengono regolarmente invitati ai principali festival europei di musica metal.
Il nome di Quinn è indissolubilmente legato ai Saxon: il suo stile chitarristico, caratterizzato da assoli melodici, si combinava perfettamente con quello di Oliver, più aggressivo; tra i suoi assoli più rappresentativi vi sono quelli di Crusader, Princess of the Night (assolo centrale), The Eagle has landed, Iron Wheels e 747 (Strangers in the Night) (intro e outro).

## Discografia

### Album in studio
- 1979 - Saxon
- 1980 - Wheels of Steel
- 1980 - Strong Arm of the Law
- 1981 - Denim and Leather
- 1983 - Power & the Glory
- 1984 - Crusader
- 1985 - Innocence Is No Excuse
- 1986 - Rock the Nations
- 1988 - Destiny
- 1990 - Solid Ball of Rock
- 1992 - Forever Free
- 1995 - Dogs of War
- 1997 - Unleash the Beast
- 1999 - Metalhead
- 2001 - Killing Ground
- 2004 - Lionheart
- 2007 - The Inner Sanctum
- 2009 - Into the Labyrinth
- 2013 - Sacrifice
- 2015 - Battering Ram
- 2018 - Thunderbolt

### Collaborazioni
- 2001 - 666 The Number Of The Beast A Tribute To Iron Maiden - Autori vari